# وزغ سبز
وزغ سبز یا وزغ سبز اروپایی (نام علمی: Bufo viridis، Pseudepidalea viridis) گونه‌ای وزغ از سرده وزغ است که در اروپای قاره‌ای، آسیا، و آفریقای شمالی به تعداد فراوان یافت می‌شود. این وزغ همچنین از جمله معمول‌ترین وزغ‌های ایران است.
وزغ سبز طول بدنی میان ۱۰۰–۷۰ میلی‌متر دارد. بدن آن لکه‌های سبزرنگی دارند که در ماده‌ها آشکارتر از نرها هستند. پشت بدن خاکستری روشن تا زیتونی یا سبز مایل به خاکستری است. غذای این وزغ را حشرات گوناگونی از جمله سوسک و مورچه و نیز لاروها و عنکبوت‌ها تشکیل می‌دهند.